# Łukasz Kościuczuk
Łukasz Kościuczuk (ur. 9 kwietnia 1981 w Mrągowie) – polski piłkarz występujący na pozycji pomocnika.

## Życiorys
Swoją profesjonalną karierę sportową rozpoczął w Mrągowii Mrągowo. Wiosną 2000 roku trafił stamtąd do Stomilu Olsztyn, w którym pół roku później zadebiutował w polskiej ekstraklasie. W trakcie dwóch sezonów spędzonych w olsztyńskim klubie rozegrał 43 spotkania I-ligowe.
W 2002 roku po spadku Stomilu do II ligi piłkarz znalazł zatrudnienie w Górniku Zabrze. Na Śląsku nie zadomowił się jednak zbyt długo, gdyż spędził tam tylko sezon 2002/2003. W jego trakcie rozegrał 6 spotkań, wszystkie w rundzie jesiennej, gdyż na wiosnę został przesunięty do zespołu rezerw zabrzańskiego klubu.
W 2004 roku powrócił w swe macierzyste rejony. Wiosną reprezentował barwy Drwęcy Nowe Miasto Lubawskie, by następnie pozostać bez pracy. Rok później zainteresowali się nim szkoleniowcy DKS Dobre Miasto. W klubie tym spędził kolejne półtora roku. Przed rozpoczęciem sezonu 2006/2007 piłkarz zamienił barwy dobromiejskiego klubu na koszulkę Stomil Olsztyn (piłka nożna), kontynuującego tradycje Stomilu. Wiosną 2007 roku w jednym z meczów odnowiła mu się dawna kontuzja, co zmusiło go do zakończenia sportowej kariery. Przez pewien czas asystent trenera Andrzeja Nakielskiego, obecnie piastuje stanowisko Dyrektora Klubu OKS 1945.